# Geschiedenis van Helmond
Dit artikel beschrijft de geschiedenis van de stad Helmond in de Nederlandse provincie Noord-Brabant.

## Middeleeuwse geschiedenis
In de omgeving van het huidige Helmond vloeien een aantal beken samen, waardoor de omgeving in de Merovingische tijd maar deels bewoonbaar was. Het betrof met name de grotere dekzandeilanden tussen de beeklopen, waar bewoning in de Karolingische tijd waarschijnlijk is. Nederzettingen uit deze periode lagen vermoedelijk onder meer op de Heuvel bij het Hoogeind.
Daarnaast ontstond er omstreeks het jaar 1000 een nederzetting die meer westelijk gelegen was en die bekendstond als 'Die Haghe'. Dit was een domein van een grootgrondbezitter die een versterkte hoeve bezat. Hierbij moet al in een vroeg stadium een versterkte burcht zijn gebouwd. Dit was 't Oude Huys dat zich bevond ten westen van het latere kasteel. Resten van funderingen en een stenen donjon kwamen in 1981 tevoorschijn bij de sloop van een oude textielfabriek. Documenten uit 1108 maken gewag van een zekere Hezelo van Helmond. De nederzetting zal een allodium zijn geweest, waaruit de latere heerlijkheid is ontstaan.
Helmond wordt in 1179 voor het eerst genoemd in een bulle van paus Alexander III. Hierin schonk een zekere Stefanus van Helmond een 'Hof van Helmond' aan de abdij van Floreffe. Vermoedelijk is hij omstreeks deze tijd vanuit dit hof naar 't Oude Huys verhuisd. De naam Helmond zal op dit kasteel zijn overgegaan.
In 1220 kocht hertog Hendrik I van Brabant de toenmalige heerlijkheid Helmond van Willem I van Horne. Hij stichtte in 1225 aan de rand van de Peel de stad Helmond om aldus de invloed van Gelre terug te dringen. Deze stad werd gebouwd buiten Die Haghe.
Toen Hendrik in 1235 stierf, werd zijn dochter, Maria van Brabant, vrouwe van Helmond. Zij woonde vaak in 't Oude Huys. Maria stichtte de Abdij van Binderen, ten noorden van Helmond gelegen, in 1244. De stichting van de abdij leidde tot nieuwe ontginningen die ten goede kwamen aan de bloei van de stad. Helmond kreeg stadsrechten in 1232. Na de dood van Maria in 1260 kwam de stad weer rechtstreeks onder de hertog van Brabant, maar in 1314 werd ze door hertog Jan II van Brabant in leen gegeven aan Jan I Berthout van Berlaer. De stad moest verdedigbaar zijn tegen aanvallen, met name vanuit Gelre, en omstreeks 1325 werd daartoe door de toenmalige heer, Jan II Berthout van Berlaer, begonnen met de bouw van een vierkante waterburcht, het huidige Kasteel Helmond. Omstreeks 1400 werden ook stadswallen en een gracht aangelegd. Wallen en gracht vormden een eenheid met die van het kasteel. De grachten, Ameide genaamd, kregen hun water vanuit de Aa, die destijds dwars door de stad stroomde.
De omwalling kende vier stadspoorten: de Hoogeindse Poort, de Veepoort, de Binderpoort en de Meipoort. De Binderpoort en de Meipoort werden in 1789 gesloopt, en de andere twee poorten volgden in 1817. De stadswallen hadden al sinds de 17e eeuw geen militair nut meer, raakten in verval en werden eveneens geslecht. Dit alles maakte dat de stad zich kon uitbreiden.
Helmond verkreeg marktrechten in 1376 van hertogin Johanna van Brabant. Vanaf die tijd werd driemaal per jaar werd een grote jaarmarkt georganiseerd, terwijl ook weekmarkten mochten worden gehouden. Ook begon zich een textielnijverheid te ontwikkelen, waarbij Helmondse handelaren met wollen en later ook linnen producten door heel Brabant trokken. In 1389 werden door de heer Jan III Berthout van Berlaer reglementen opgesteld voor zeven gilden, die daarmee officieel erkend werden. Niettemin bleef het stadje vrij klein, met ongeveer 1100 inwoners op het hoogtepunt van de middeleeuwse bloei. Tijdens de eerste helft van de 15e eeuw werd Helmond de hoofdstad van Peelland.
Vanaf het einde der 15e eeuw begon een periode van geweld door de invallen van Gelre, die de economie grote schade toebrachten. Toen keizer Karel V ook de rechten van de hertog van Brabant kreeg, namen de aanvallen nog toe, resulterend in brandstichting (1515) en belegering van de stad door Maarten van Rossum in 1543.

## Tijd van de Republiek

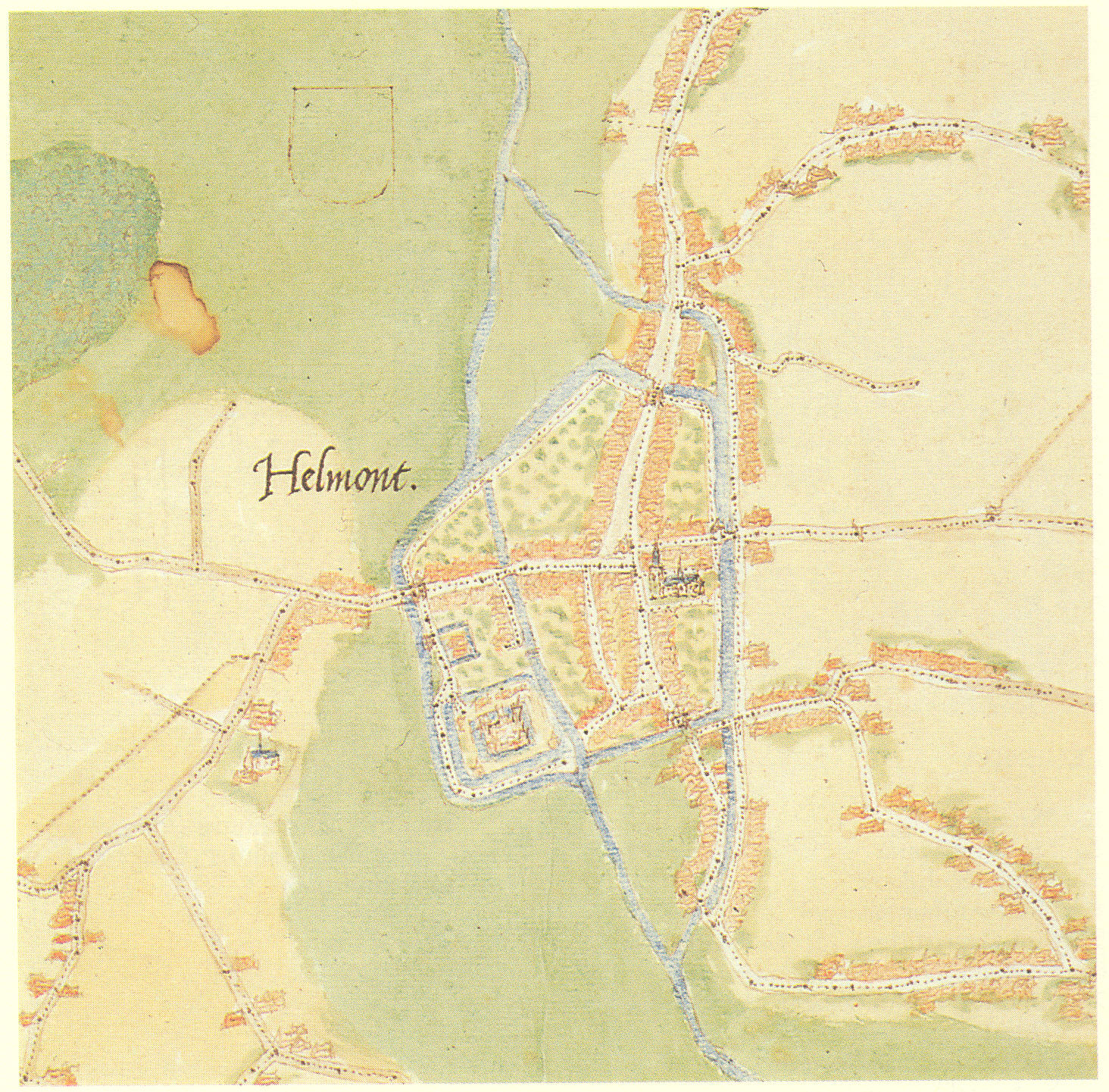
Helmond circa 1540

De Tachtigjarige Oorlog bracht verdere schade. Helmond was trouw aan koning Filips II van Spanje, moest daartoe echter een garnizoen onderhouden en werd tweemaal door het Staatse leger ingenomen en weer heroverd door de Spaanse troepen. Het kasteel bleef echter steeds in handen van de toenmalige heer Adolf van Cortenbach. In 1587 werd Helmond korte tijd ingenomen door Filips van Hohenlohe, die de stad platbrandde maar spoedig weer ontruimde. In 1592 trachtte Maurits het stadje in te nemen, wat toen niet lukte. In 1602 echter bezetten de troepen van Maurits de stad, maar ze vertrokken weer toen de vrouwe, Philippine van Ruyschenberg, neutraliteit toezegde. Na nog enige verdere schermutselingen brak in 1629 de retorsieperiode aan, waarbij beide partijen belastingen opeisten en allerlei troepen de stad onveilig maakten. In 1636 brak een pestepidemie uit. De belangrijkste linnenfabrikanten vertrokken naar Haarlem.
De vrede van 1648 werd weliswaar feestelijk gevierd, maar nu verloren de katholieken hun rechten op de uitoefening van hun geloof en werd de toenmalige Sint-Lambertuskerk genaast door de protestanten. In 1678 konden de katholieken een schuurkerk in gebruik nemen, die zich bevond op de plaats van de latere hervormde kerk aan de Kerkstraat. De linnennijverheid bloeide weer op, omdat de linnenwevers nu in opdracht van Haarlemse kooplieden gingen werken.
In het laatste kwart van de 18e eeuw kwamen ook in Helmond de Patriotten op. Zij ageerden tegen de achterstelling van de Generaliteitslanden en van de katholieken. Er was een Vaderlandse Sociëteit en een exercitiepeloton onder leiding van Henricus van Moorsel. De Patriottische beweging vocht op plaatselijk vlak vooral een strijd tegen het bewind van de nieuwe heer, muntmeester en koopman Carel Frederik I Wesselman die de heerlijkheid in 1781 had gekocht van de familie Van Arberg. De nieuwe heer hield strikt vast aan aloude heerlijke rechten, ook al werden deze in de praktijk al lang niet meer toegepast, zoals het visrecht. De handhaving hiervan probeerde de heer via eigen jagers gewapenderhand af te dwingen. Het kwam tot schermutselingen tussen vissende burgers en de jagers, wat tot een breed volksoproer leidde. Wesselman deed vervolgens concessies door enkele patriottische katholieken in het stadsbestuur te benoemen. Toen landelijk het politieke tij keerde door de overwinning van Willem V in 1787 met behulp van het Pruisische leger op de Patriotten, werden deze concessies teruggedraaid. Met de komst van de Franse troepen in 1793 kwam ook de patriottische beweging weer op. Op 21 februari 1793 hadden de Fransen het zuiden reeds bezet. Met hen kwam ook de vrijheidsboom, maar vervolgens bleef de politieke toestand bij het oude, na hun militaire afgang.

## Franse tijd en negentiende eeuw
In 1794 kwam de patriottische beweging, in het kielzog van de weer teruggekeerde Franse troepen, in Helmond definitief aan de macht. In 1795 kwam een nieuwe stadsregering, gekozen door een groot deel van de volwassen mannelijke ingezetenen. In 1798 werd het ancien régime afgeschaft, inclusief de gilden en de heerlijke rechten. Katholieken namen weer deel aan het bestuur. De opdrachten uit Haarlem waren inmiddels al lang opgedroogd en de plaatselijke ondernemers gingen zelf meer aan de slag. Tot de nieuwe 18e-eeuwse ondernemers behoorden Henricus Raymakers uit Bakel, Johannes Diddens uit Nederweert en Antonie Ramaer, terwijl rond 1800 o.a. Prinzen en Sutorius zich uit Duitsland vestigden en in het midden van de 19e eeuw Pieter Fentener van Vlissingen uit Amsterdam. Ook Wesselman probeerde het verlies van zijn heerlijke rechten in 1798 te compenseren door landbouw en nijverheid te stimuleren. De nieuwe ontwikkelingen in de nijverheid werden versneld door de aanleg van de Zuid-Willemsvaart, die in 1826 geopend werd. Er ontstonden textielververijen, en textieldrukkerijen, terwijl werd omgeschakeld naar gemengd linnen/katoenen stoffen.

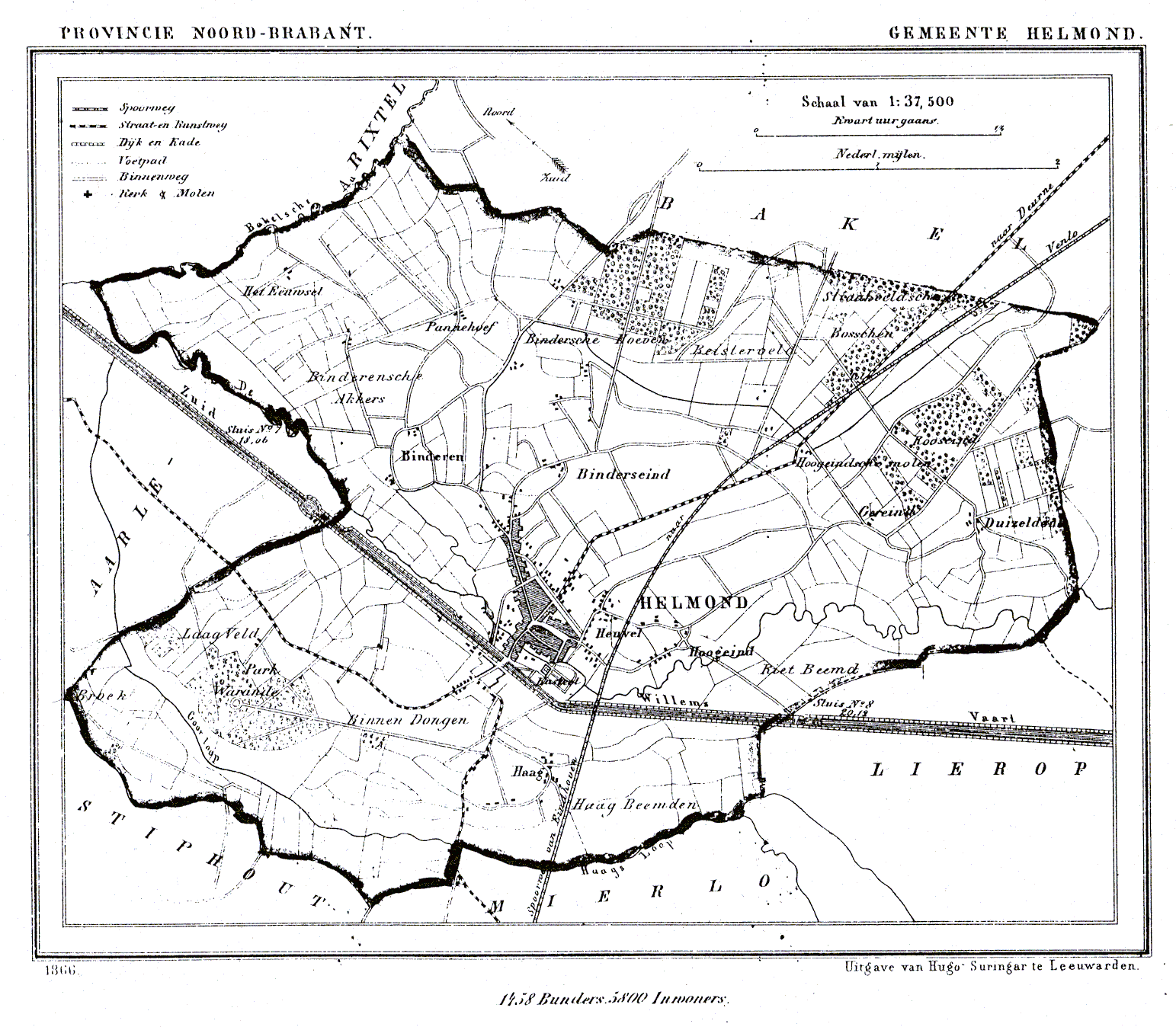
Helmond in 1866

Naast de weverijen en de bijbehorende garenververijen en -blekerijen kwamen ook andere takken van de textielnijverheid tot ontwikkeling. Vooral de deelname van de Amsterdamse familie Van Vlissingen in de plaatselijke katoendrukkerij van Sutorius was van belang. Het bedrijf van P.F. van Vlissingen & Co. groeide in de tweede helft van de 19de eeuw uit tot de grootste katoendrukkerij in Nederland. Daarnaast ontstonden er drie belangrijke turksroodververijen, waaronder die van Carp. Qua nieuwe technieken als toepassing van stoomkracht en mechanisering liep de textielindustrie lange tijd wat achter bij die in Twente, maar dit veranderde mede omdat nieuwe ondernemers aan het roer kwamen te staan, onder wie diverse allochtonen/protestanten. Vanaf 1866 deed de stoomkracht zijn intrede in de weverijen waarna in vrij snel tempo de verdere mechanisering volgde: in 1900 was de Helmondse thuisweverij verdwenen. Deze mechanisering stond voor een deel ook in verband met de komst van een nieuwe verbinding: in 1866 kreeg Helmond een eigen station aan de spoorlijn Eindhoven-Helmond-Venlo.
In 1882 kreeg Helmond een tramverbinding voor personen- en goederenvervoer met 's-Hertogenbosch via Beek en Donk, Gemert, Erp, Veghel en Rosmalen. Deze werd op 1 juli 1883 in gebruik genomen en werd geëxploiteerd door de Stoomtramweg-Maatschappij 's-Bosch-Helmond ('sBH). Deze maatschappij heette vanaf 1918 de Stoomtram 's-Hertogenbosch-Helmond-Veghel-Oss (HHVO)). De tram reed via Kanaaldijk Oost, de Markt en de Heuvel naar het Stationsplein. Verder was er de eerste decennia van de twintigste eeuw een tramverbinding met Eindhoven via Mierlo en Geldrop door Tramweg-Maatschappij De Meijerij, In 1937 werd de stoomtram door een autobusverbinding vervangen, die werd onderhouden door de BBA.

## Moderne tijd

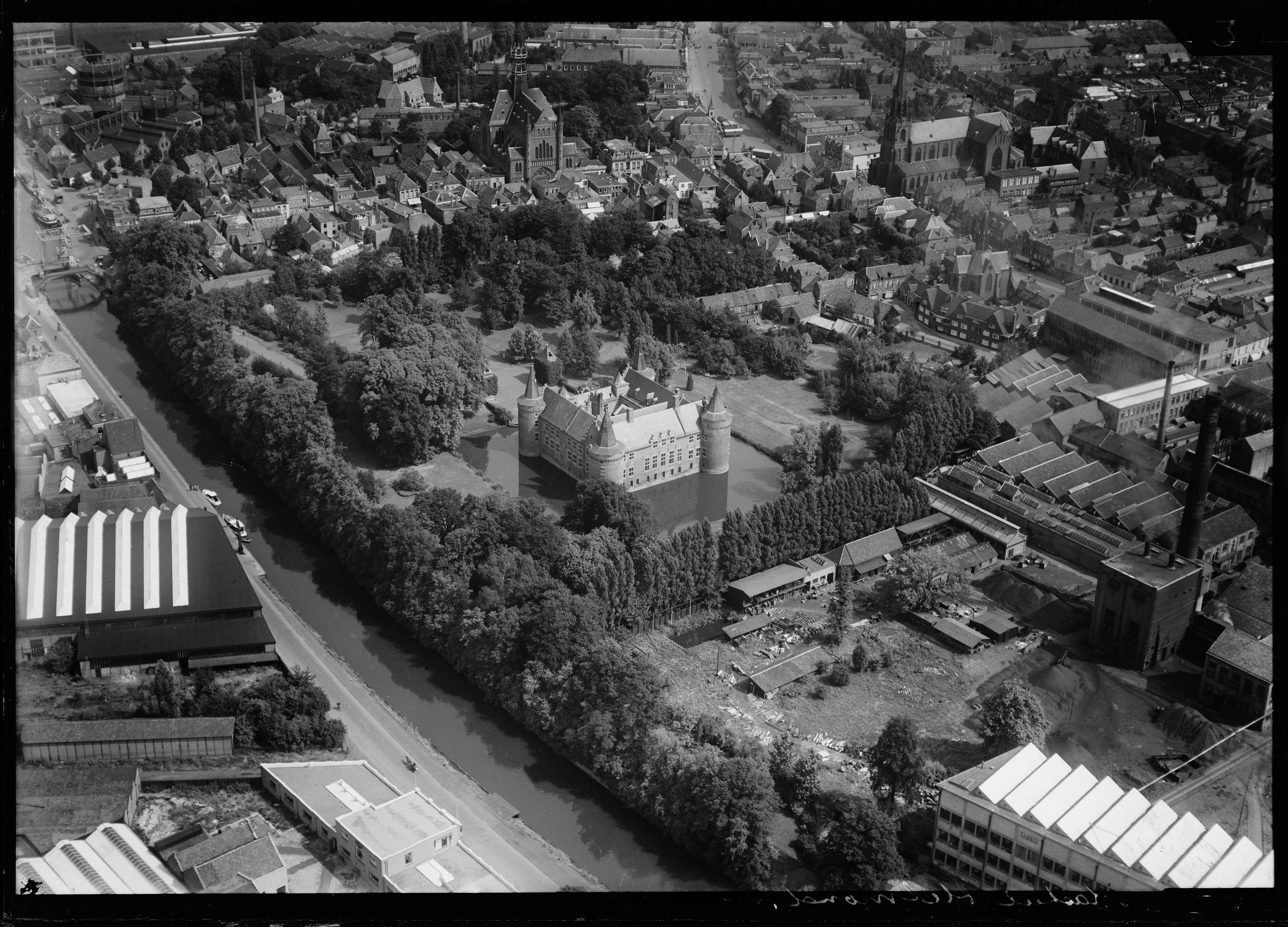
Het kasteel en omgeving, ergens tussen 1920 en 1940

Naast textielindustrie kwam er ook metaalindustrie, zoals die van de machinefabriek Begemann en de draadproducten van Van Thiel, een cacaofabriek, enkele margarinefabrieken, en het levensmiddelenbedrijf EDAH, terwijl vanaf circa 1900 ook de houtverwerkende en grafische nijverheid belangrijk werden. Een van deze bedrijven startte in 1909 en zou zich ontwikkelen tot Kappa Van Dam, een golfkartonfabriek. Dit alles bracht niet alleen bedrijvigheid met zich mee, er ontstonden ook grote sociale verschillen. Dit kwam vooral doordat de in Helmond gevestigde industrieën vaak waren gebaseerd op lage lonen en bovendien conjunctuurgevoelig waren, zodat massaontslagen in tijden van economische neergang niet uitbleven.
De schrijnende sociale verschillen waren ook geografisch te zien: de rijken woonden ten westen van de Zuid-Willemsvaart in kapitale villa's, waarvan de Villa Peapark (1914) in de Warande wel de bekendste is. Hiervan is nog altijd een maquette te zien in het Erfgoedhuis van de Stichting Industrieel Erfgoed Helmond.
De Arbeidersbeweging ontwikkelde zich pas laat in Helmond. Dit kwam mede door de invloed van de katholieke kerk. Er waren weinige geschoolde arbeiders en de conservatieve geestelijken, die vaak verwant waren aan fabrikantenfamilies, zorgden voor een sterke sociale controle. Ook sociaal bewogen katholieke voormannen, zoals Alfons Ariëns in Twente, kende Helmond niet. Pas in 1896 vond de oprichting plaats van een plaatselijke Werkliedenvereniging. Het bondsgebouw kwam, na verbouwing, in 1916 in gebruik bij de Sociëteit Sobriëtas van het RK Consultatiebureau van Pater Ildefonsus, die het alcoholmisbruik in arbeiderskringen bestreed. De Werkliedenbond, waartoe ook de nodige vakverenigingen behoorden, ging verder in een geheel eigen onderkomen. Als eerste plaatselijke vakvereniging kwam in 1902 de RK textielarbeidersbond tot stand. In de daarop volgende jaren kwamen er nog 12 andere vakverenigingen bij. Helmond werd, vooral tijdens de crisis in de jaren 30 van de 20e eeuw, getekend door grauwe armoede.
Op 11 mei 1940 trok Duitsland Helmond binnen. In 1943 werd burgemeester Moons ontslagen, daar hij weigerde met de nazi's samen te werken. Hij werd vervangen door een NSB'er. De bevrijding door de Engelsen kwam op 24 en 25 september 1944, waarbij nog een brug werd opgeblazen. De wettige burgemeester nam zijn post weer in.
Na de Tweede Wereldoorlog bloeide de industrie weer op. Ook nieuwe bedrijven, zoals de Groep Van Kimmenade, vestigden zich in de stad. De eenzijdige samenstelling van de Helmondse industrie wreekte zich op langere termijn echter in de vorm van bedrijfssluitingen. In 1966 werd de Traverse geopend. Dit is een zeer drukke in oost-westelijke richting verlopende verkeersweg die dwars door de stad loopt, het centrum in tweeën splitst, en waartegen veel verzet is geweest.
In 1968 vonden ingrijpende annexaties van omliggende gebieden plaats: de gemeente Stiphout en delen van de gemeenten Aarle-Rixtel, Bakel, Deurne, Mierlo en Someren werden bij Helmond gevoegd. De bevolking van Helmond nam daardoor toe van 47.277 tot 57.443 inwoners. Omdat vele bedrijven hun poorten sloten of inkrompen ontstonden er aanzienlijke economische moeilijkheden. Daarom werd
Helmond in 1976 aangewezen als groeistad.
De stad deed zijn best om een modern imago te verkrijgen en ook de structuur van haar industrie te versterken. Van belang was hierbij de bouw van theater 't Speelhuis, met de karakteristieke kubuswoningen (1977) van architect Piet Blom.
Vanaf 1980 werden er in snel tempo nieuwbouwwijken opgetrokken, zoals Brouwhuis, Dierdonk, Rijpelberg en, sedert de jaren 90 van de 20e eeuw, Brandevoort.
Ook de bedrijvigheid was aan verandering onderhevig. Het 3 ha. grote Begemann complex werd gesloopt om plaats te maken voor Boscotondo, een architectonisch interessante schepping van de Florentijn Natalini, met behalve appartementencomplex ook een bestuurscentrum, kunsthal en filmvoorziening. Om nieuwe bedrijvigheid aan te trekken kwamen in het zuidoosten uitgebreide bedrijventerreinen tot stand.
Een van de inspanningen is erop gericht om Helmond te bevorderen als researchcentrum voor de automobielindustrie. Zo bouwde een Helmonds bedrijf vanaf 1989 aan een eigen automerk Max (automerk). Van blijvender belang was het enigszins gelijknamige kinderzitje Maxi Cosi dat ook uit Helmond komt en symbool staat voor de gediversifieerde nieuwe industrie die na 1970 opkwam.
Eind 1999 verwelkomde Helmond haar 80.000e inwoner. Helmond was toen, op Almere na, de snelst groeiende stad van Nederland. Er bestaan nog ambitieuze groeiplannen, die tevens gepaard gaan met annexatieplannen. Het zal echter van demografische en economische ontwikkelingen afhangen of al deze plannen doorgang kunnen vinden.

## Kerkelijke geschiedenis
- De oudste kerk van Helmond stond bij De Haghe, dicht bij  't Oude Huys . Het is niet bekend wanneer deze gebouwd werd, maar een document uit 1178 van paus Alexander III bevestigde dat de Abdij van Floreffe het patronaatsrecht had over zowel de moederkerk van Aarle-Rixtel als de dochterkerk van Helmond.
- Na 1200 verschoof het centrum van de stad naar de omgeving van de huidige Markt. Daar werd een kapel gesticht op de plaats van de huidige Lambertuskerk.
- In de jaren direct na 1244 werd de Abdij van Binderen, iets ten noorden van Helmond, gesticht door Maria van Brabant.
- In 1455 werd een nieuwe kerk in Kempense gotiek gebouwd, ongeveer op de plaats van de huidige Sint-Lambertuskerk. Dit gebeurde met een legaat van Jan III Berthout van Berlaer. Het was een driebeukige basiliek met een hoge dwarsbeuk.
- In 1462 werd de oude kerk bij De Haghe in gebruik genomen door de augustinessen, die afkomstig waren van het klooster Maria-ter-Weide te Venlo.
- In 1543 werd het kloostercomplex van de augustinessen verwoest door een gecontroleerde brand die moest verhinderen dat, wanneer Maarten van Rossum binnen zou vallen, de hele stad in vlammen zou opgaan. De zusters trokken naar het klooster Annenborch bij Rosmalen. In 1613 sloten zij zich aan bij het Klooster Soeterbeek bij Nuenen. Een aantal getijdenboeken uit het Helmondse klooster kwam daar eveneens terecht.
- In augustus 1566 dreigt de Beeldenstorm naar Helmond over te slaan. Op 20 augustus vindt deze plaats in 's-Hertogenbosch, en een Bossche calvinist vindt acht Helmonders bereid om dit ook in Helmond te organiseren. De Bosschenaar wordt in december in Postel opgehangen en de acht medeplichtigen worden voor eeuwig verbannen.
- In 1648 werd de Sint-Lambertuskerk genaast door de protestanten. De liturgische voorwerpen werden in veiligheid gebracht maar in 1652 alsnog verbeurd verklaard en verkocht. Ook kwam er een predikant, Cornelius Costius, die een erg antikatholieke houding aannam. Ook trachtte hij barbaarse gebruiken, zoals gansrijden, verboden te krijgen.
- In 1651 moesten de zusters uit de Abdij van Binderen vertrekken. In 1658 werd het klooster met landerijen publiekelijk verkocht. De abdij werd een patriciërshuis, totdat ze in 1776 werd afgebroken.
- In 1653 vond een clandestiene paapse vergadering (een Mis) plaats, die een aantal militairen probeerden te verhinderen, hetgeen tot een handgemeen leidde.
- In 1672, na de inval van de Fransen, werd een katholieke schuurkerk gebouwd, die eveneens in de Kerkstraat lag. Na het vertrek der Fransen werd dit gedoogd, mits recognitiegelden aan de autoriteiten werden betaald.
- Omstreeks 1685 begon Theodora van Winterode een katholiek schooltje voor meisjes, waarin mogelijk afgodische boecken werden gebruikt. Bij invallen door de gezagsdragers werden deze boekjes snel verstopt en leek er enkel een handwerkklasje te bestaan.
- In 1794 kwamen de Fransen. Er kwam godsdienstvrijheid en in 1797 werd een katholieke Latijnse school opgericht. Deze bleef bestaan tot 1878.
- In 1800 kregen de katholieken de Sint-Lambertuskerk terug. Het gebouw was verwaarloosd en moest worden opgeknapt, en deze werkzaamheden kwamen in 1805 gereed. In 1822 werd deze kerk voorzien van een barokorgel.
- In 1811 kwam een hervormd kerkje gereed. Dit was in 1845, na een aantal stormen, in een dergelijk slechte staat dat het moest worden gesloopt. Het werd vervangen door een neogotisch gebouw, dat in 1848 gereed kwam en nog steeds bestaat. In 1963 werd er de laatste dienst gehouden. Sedertdien kerken de hervormden, later de protestanten, in de Bethlehemkerk.
- In 1838 kwamen de zusters van Liefde uit Tilburg naar Helmond. Ze vestigden zich aan de Markt in een klooster, het Sint-Aloysiusgesticht, en begonnen een meisjesschool, later ook een kleuterschool (1846) en een Franse meisjesschool voor de elite (1850). Voorts hielden ze zich met zieken- en bejaardenzorg bezig.
- In 1848 werd de katholieke Sint-Vincentiusvereniging opgericht, die de armoede moest bestrijden.
- In 1860 werd de nieuwe, neogotische Sint-Lambertuskerk ingewijd, nadat de oude te klein was geworden. De oude kerk werd gesloopt.
- In 1880 kwamen de broeders van Maastricht naar Helmond, om op de Zuid-Koninginnewal, toen De Wal geheten, een katholieke jongensschool te beginnen.
- In 1887 scheidden de gereformeerden zich van de hervormde gemeente af en stichtten een provisorisch kerkje op Den Heuvel. In 1899 werd een definitief kerkje gebouwd aan de Kromme Steenweg. Dit is als kerk in gebruik gebleven tot 1961, en afgebroken in 1974.
- In 1894 werd een klooster van de paters kapucijnen in gebruik genomen. De kloosterkerk zou tevens als tweede parochiekerk kunnen dienen voor de zich uitbreidende stad. De kapucijnen hebben zich sterk gemaakt tegen drankmisbruik.
- In 1897 kreeg de hervormde kerk een orgel.
- In 1899 werd de parochie Helmond gesplitst en de nieuwe parochie van het Heilig Hart van Jezus kreeg eveneens een kerk, ontworpen door Pierre Cuypers. Deze stond in de Veestraat en werd in 1955 gesloopt.
- In 1904 werd in de Molenstraat een klooster voor clarissen geopend. Een van de belangrijkste donateurs was Willem Prinzen. De zusters kwamen uit Tilburg. In 1936 vond er vanuit dit klooster een stichting in Clarissenklooster Eindhoven plaats. Tot 1992 bleef het Helmondse Clarissenklooster bestaan, waarna de zusters naar Huize Witven in Someren trokken. Een deel van het klooster werd sociaal pension.
- Omstreeks dezelfde tijd werd een katholiek ziekenhuis gebouwd, het Sint-Antonius Gasthuis, dat beheerd werd door de zusters van Liefde. Het stond aan de Molenstraat.
- In 1907 stichtten de Broeders van Maastricht een tweede jongensschool, en in 1912 een derde.
- In 1913 kwam er een bibliotheek, en wel de RK Leeszaal Sint-Augustinus.
- Op 9 juli 1912 werd de derde katholieke kerk van Helmond, de Onze Lieve Vrouw Hemelvaartkerk, ingewijd. Deze stond in het westelijke, rijke, deel van de stad.
- In 1918 kwam er een katholieke HBS, het Sint-Aloysius, later Carolus Borromeuscollege geheten. Deze moest concurreren met de Rijks-HBS.
- In 1920 kwamen de dochters van de Goddelijke Heiland, zusters afkomstig van uit Wenen, naar Helmond om het Wit-Gele Kruis op zich te nemen.
- In 1921 werd de Sint-Jozefparochie als vierde parochie gesticht. De kerk, aan de Heistraat, kreeg pas in 1927 een toren.
- In 1941 werd het kapelletje bij de voormalige Abdij van Binderen ingewijd.
- In 1982 werd de tweede Heilig Hartkerk in de Binderse Straat gesloopt. De kerk dateerde uit 1957, maar het aantal kerkgangers nam zozeer af dat het gebouw niet meer te exploiteren viel.
- In 1995 werd een Turkse moskee geopend aan de Molenstraat.

## Economische geschiedenis
Hoewel de textielindustrie eeuwenlang de belangrijkste bedrijfstak van Helmond is geweest, kwam er ook andere industrie van de grond, waaronder metaalnijverheid en voedingsmiddelenindustrie.
De industrialisatie is ook van invloed geweest op de infrastructuur.

### Infrastructuur
- In 1623 werd door Marcus van Gerwen, die kwartierschout was van het Kwartier van Peelland, besloten om de Aa bevaarbaar te maken. Daartoe moesten enkele bochten worden afgesneden, en enkele bruggen en sluizen worden vergroot. In 1627 konden turfschepen vanuit Helmond de stad 's-Hertogenbosch bereiken via de Aa. Na enige tijd was de Aa echter opnieuw onbevaarbaar geworden en moest het transport over land plaatsvinden.
- In 1825 kwam de Zuid-Willemsvaart gereed van 's-Hertogenbosch tot Helmond, terwijl in 1826 de gehele Zuid-Willemsvaart werd geopend. In 1824 was reeds een eigen gemeentelijke haven die later de naam Oude Haven kreeg gereedgekomen. De havenkom was voorzien van een gemeentelijke kraan voor laden en lossen.
- In 1861 kwam een gasfabriek in bedrijf, welke bij de haven stond. Vanuit deze productielocatie werd in de loop der tijd een steeds uitgebreider gasleidingnet aangelegd.
- In 1866 werd Helmond op het spoorwegnet aangesloten. Er kwam een enkelsporige verbinding met Eindhoven en Venlo en tevens een spoorhaven, juist ten noorden van de spoorbrug aan het kanaal. In 1882 werd de lijn verdubbeld.
- In 1883 kwam een stoomtramverbinding van Helmond naar 's-Hertogenbosch gereed. In 1906 kwam er ook een stoomtramlijnen vanuit Eindhoven via Helmond en Asten. In 1935 werd de stoomtram door autobussen vervangen.
- In 1884 kwam een nieuwe kade aan de Zuid-Willemsvaart gereed, waartoe het kanaal noordwaarts vanaf de Oude Haven tover een forse lengte flink verbreed werd. De Oude Haven werd gedempt. De kade kwam met het gereedkomen van de omleiding in 1993 buiten gebruik.
- In 1892 kwam een nieuw postkantoor gereed, gebouwd op kosten en in opdracht van fabrikant Antoon Prinzen.
- In 1898 begon men met de aanleg van de waterleiding, waartoe een stoompompstation in de Bakelse bossen moest worden gebouwd. De watertoren stortte echter in op 10 februari 1899 toen men het reservoir vulde. Op het eind van dat jaar kwam de watertoren dan toch gereed.
- In 1964 kwam in het zuidoosten van het kanaal een nieuwe Industriehaven gereed, waaraan zich na verloop van tijd diverse water gebonden bedrijven vestigden, zoals de mengvoederbedrijven van de Boerenbond Deurne en UTDelfia (later Hendrix UTD) en de Helmondse Betoncentrale.

### Niet-textielbedrijven
- Van leerlooierijen was al sprake in de 17e eeuw, en tot in de 20e eeuw hebben deze bestaan. Deze groeiden echter nimmer uit tot grote bedrijven.
- Helmondse bierbrouwerijen betrokken hun water van de Aa, doch zij kwamen in moeilijkheden toen sterk vervuilende bedrijven, zoals textielververijen, op de Aa gingen lozen. Reeds in 1823 kwam er enige reglementering hoewel menig fabrikant daar op tegen was.
- In 1872 werd de Spijker- en draadnagelfabriek Gebroeders van Thiel opgericht aan de Kanaaldijk te Helmond. Deze fabriek begon als een smederij, maar in de jaren 80 van de 19e eeuw kwam er een stoommachine en sprak men van een "stoomdraadnagelfabriek". De gebroeders Hendrik van Thiel en Marinus van Thiel gingen in 1891 uit elkaar, waarna Hendrik onder de firmanaam H. van Thiel & Co. een eigen bedrijf begon. In 1928 was er een grote brand bij Gebroeders van Thiel's Draadnagel-, Klinknagel- en Moerboutenfabriek. In 1931 verkocht de toenmalige bedrijfsleiding, waarvan Anton van Thiel deel uitmaakte, haar productieaandeel aan een kartel, waarna de fabriek werd gesloten en 200 mensen hun baan verloren. In 1937 werd in de bestaande gebouwen een nieuwe metaalonderneming gevestigd, de NV Robur, ROestvrijstalen BUizen.
- In 1871 werd de basis gelegd voor wat uit zou groeien tot Machinefabriek Begemann. Van ijzergieterij werd dit tot machinefabriek. Uiteindelijk specialiseerde men zich in staalconstructies en pompen. In 1985 kwam de meerderheid van de aandelen van het zich in een neergang bevindende bedrijf in handen van Joep van den Nieuwenhuyzen en spoedig daarna werd het bedrijf ontmanteld.
- In 1876 breidden de gebroeders Willem Prinzen en Antoon Prinzen hun boterhandel uit met een margarinefabriekje, aan de Ameidewal. In 1900 werkten hier 100 mensen en was het een der grootste margarinefabrieken van Nederland. Een tweede soortgelijke onderneming startte in 1879. De firma Prinzen & Van Glabbeek werd in 1905 verkocht aan de fa. Van den Bergh en gesloten. De activiteiten verhuisden naar Rotterdam.
- Helmond kreeg in de loop van de 19e eeuw een steeds belangrijke rol rol als groothandelscentrum voor kruidenierswaren. De Eindhovenaren Jacobus en Antonie Spoorenberg vestigden zich rond 1810 in Helmond. Jacobus liet bij zijn dood in 1843 een uitgebreide winkelaffaire achter. De zaken van zoon Jacobus jr werden na zijn dood in 1883 voortgezet door de drie zoons. In 1887 is er splitsing: twee jongsten gaan verder als Erven Spoorenberg, de oudste onder de firma Spoorenberg-Schulte, Beide bedrijven waren grossier, kruidenier met meerdere filialen en hadden een stoomkoffiebranderij. Maar er kwam concurrentie, vooral van buitenaf, met name van filiaalbedrijven. Een Friese nieuwkomer Jan Jacobus Ebben vestigde zich in 1900 in Helmond en ging met een drietal voormalige provinciegenoten en branchegenoten in Brabant een inkoopcombinatie aan. Dit was de start van Edah.
- In 1895 startte de Nederlandsche Cacaofabriek de productie. Men produceerde het merk Helmcacao, bonbons en chocolade. In 1907 nam een Engelse firma de hoofdvestiging te Helmond over. Einde jaren '20 van de 20e eeuw had deze ongeveer 250 werknemers. In 1932 sloot het Engelse moederbedrijf het Helmondse filiaal.
- Philips-USFA, een fabriek voor militaire apparatuur, heeft in Helmond slechts kort een bescheiden nevenvestiging gehad, bestaan van 1971-1976.

## Externe bron
- Henk Roosenboom, 2008. Het Helmondboek. Zwolle: Waanders Uitgevers. ISBN 978 90 400 8527 7